# Блондинки в законі
«Блонди́нки в зако́ні» (англ. «Legally Blondes») (також відомий як «Білявка в законі — 3») — американський комедійний фільм 2009 року від Metro-Goldwyn-Mayer. Сюжет віддалено продовжує історію про білявку Ел Вудс (у виконанні Різ Візерспун, що виступила в ролі продюсера даного фільму). Головні ролі виконали Камілла і Ребекка Россо. Прем'єра фільму у США відбулася 28 квітня 2009 року.

## Сюжет
Чарівні дівчатка-близнята Іззі та Енні Вудс разом із татком на запрошення своєї тітки Ел Вудс переїздять із Великої Британії в США, де навчатимуться на полубюджетній основі в приватній школі. Школу спонсорує батько Тіффані Донох'ю — однієї з однокласниць сестричок Вудс. Тіффані розповідає їм про правила школи — діти заможних батьків не спілкуються з «бюджетниками» і зневажають їх спосіб життя. Бажаючи справити враження на нових друзів, Вудс не розповідають про те, що також відносяться до «бюджетників». Коли Донох'ю дізнається правду, вона запрошує Іззі та Енні на шкільну вечірку-барбекю. Коли Вудс приходять в назначене місце в купальниках, вони опиняються на шкільних танцях, де решта однокласників вбрані в вечірні сукні.
Після приниження Іззі та Енні планують повернутися додому. Та батько переконав дівчат, що їм варто не видавати себе за когось іншого, а бути самим собою, не міняти себе, а підстроювати школу під свої правила. Після цього Вудс знаходять нових товаришів серед «бюджетників», із якими раніше не спілкувалися. Одному з них — Крісові Лопезу — подобається Енні, та він соромиться освідчитися їй.
Вудс із друзями додають до нудної шкільної форми яскраві аксесуари. Цим вони завойовують популярність в школі й пильність з боку директорки. Тіффані Донох'ю, що не збирається ділити популярність із кимось ще, підмовляє свого хлопця — Джастіна Вітлі — підставити сестричок Вудс. Він краде результати тестів з історії з кабінету викладача й приклеює їх на стілець Іззі Вудс. Оскільки Іззі й Кріс справді побували в кабінеті викладача з історії, директорка школи виключає їх зі школи. Енні вдається добитися загального слухання цієї справи, що передбачає статут школи. Завдяки друзям і власній кмітливості, Вудс доводять вину Тіффані й Джастіна.

## У ролях
- Камілла Россо — Аннабель «Енні» Вудс
- Ребекка Россо — Ізабель «Іззі» Вудс
- Крістофер Казінс — Річард Вудс (тато дівчат)
- Ліза Бейнс — директорка Гіггінс
- Бріттані Каррен — Тіффані Доног'ю
- Куртіс Армстронг — містер Ґері Ґолден
- Роуз Абду — Сильвія
- Боббі Кемпо — Крістофер «Кріс» Лопез
- Чед Броскі — Джастін Вітлі
- Хлоя Бріджес — Ешлі Мідоуз
- Емі Гілл — міс Чанґ
- Крістоф Сендерс — Бред Віллінгтон
- Тео Оліварес — Рейнбоу

## Український дубляж
Фільм дубльовано студією «Постмодерн» на замовлення компанії «Deluxe Digital» у 2009 році.
- Режисер дубляжу: Людмила Ардельян
- Автор перекладу і синхронного тексту: Ірина Туловська
- Звукорежисер: Олександр Козярук

Ролі дублювали:
- Катерина Брайковська — Енні
- Юлія Перенчук — Іззі
- Катерина Качан — Тіффані
- Андрій Федінчик — Кріс
- Михайло Жонін — тато, диктор
- Дмитро Завадський — містер Ґолден, Найджел, водій
- Михайло Тишин — Джастін
- Ольга Радчук — директорка Хіґґінс, Іветта
- Анна Михайлова — міс Чанґ, Марсі, студентка №1
- Катерина Сергеєва — Ешлі
- Людмила Ардельян — Сильвія
- Ірина Туловська — студентка №2
- Максим Запісочний — Бред, Вівек, офіціант, хлопець
- Максим Пономарчук — Рейнбоу